# Hans-Wilhelm Sikorski
Hans-Wilhelm „Willi“ Sikorski (* 2. September 1913; † unbekannt) war ein deutscher Fußballspieler, der in den 1930er bis 1950er Jahren für fünf Vereine und eine Kriegsspielgemeinschaft aktiv war.

## Karriere

### Vor dem Zweiten Weltkrieg
Sikorski trat zunächst für Viktoria Wilhelmsburg als 19-Jähriger in der Oberliga Nordhannover, in einer von sechs Oberligen, die den sechs Bezirken unter der Spielleitung des Norddeutschen Sport-Verbandes entsprachen, in Erscheinung. Als Sieger aus der Oberliga Nordhannover hervorgegangen, nahm seine Mannschaft auch an der Endrunde um die Norddeutsche Meisterschaft teil, die in vier Gruppen ausgetragen wurde, von denen die Gruppensieger in einer Finalrunde den Norddeutschen Meister ausspielten; in Gruppe IV belegte seine Mannschaft den dritten Platz von vier Mannschaften. In der Folgesaison spielte er mit seiner Mannschaft in der Gauliga Nordmark, in einer von zunächst 16, später auf 23 aufgestockten Gauligen zur Zeit des Nationalsozialismus als einheitlich höchste Spielklasse im Deutschen Reich. Wechsel bedingt spielte er mit seiner Mannschaft in der Saison 1934/35 in der Gauliga Niedersachsen, aus der sein Verein am Saisonende abstieg. Nach einer weiteren Saison in der zweitklassigen niedersächsischen Bezirksklasse, kehrte er in die Gauliga Nordmark zurück, da er nunmehr für den Hamburger SV – bis Saisonende 1938/39 – in dieser spielte und dreimal in Folge die Gaumeisterschaft gewann. Infolgedessen kam er auch von 1937 bis 1939 in 20 Endrundenspielen um die Deutsche Meisterschaft zum Einsatz. Sein Debüt am 4. April 1937 im nahe gelegenen Stadion Hoheluft beim 6:0-Sieg im ersten Spiel der Gruppe A gegen den Beuthener SuSV 09 krönte er sogleich mit seinem ersten Tor, dem Treffer zum 5:0 in der 80. Minute. Im Spiel um Platz 3 am 20. Juni 1937 im Probstheidaer Stadion in Leipzig unterlag er mit seiner Mannschaft dem VfB Stuttgart mit 0:1. In der Folgesaison gelangte er erneut bis ins Spiel um Platz 3, dass im Bremer Weserstadion gegen Fortuna Düsseldorf n. V. torlos blieb; das Wiederholungsspiel am 3. Juli 1938 im Olympiastadion Berlin wurde mit 2:4 verloren. Im Wettbewerb um den Tschammerpokal bestritt er mit dem Erstrundenspiel am 29. August 1937, das bei Borussia Dortmund mit 1:3 verloren wurde, und mit dem Erstrundenspiel am 28. August 1938, bei der 1:2-Niederlage n. V. beim VfB Peine, in dem er in der 77. Minute den Ausgleich erzielte, seine einzigen beiden Pokalspiele.

### Während des Zweiten Weltkriegs
1939 zum Arbeitsdienst eingezogen und in die Nähe von Rostock gelangt, wollten er und Richard Dörfel für die dort ansässige TSG oder einen anderen örtlichen Verein spielen, doch gab es nach Unstimmigkeiten keine Freigabe. Nach Hamburg zurückgekehrt, wurden beide „auf längere Zeit disziplinarisch gesperrt“. Während Dörfel sich dann Altona 93 anschließen durfte, lief Sikorski ab Januar 1942 sporadisch wieder für den HSV auf. Durch die kriegsbedingte Aufteilung der Bereichsliga Nordmark spielte er von 1942 bis 1944 – mit Unterbrechungen – in der Gauklasse Hamburg. Zeitweilig ist er auch für die aus VfR Köln 04 rrh. und Mülheimer SV 06 gebildete Kriegsspielgemeinschaft aktiv gewesen. 

### Nach dem Zweiten Weltkrieg
Nach dem Ende des Zweiten Weltkriegs nahm er mit dem Hamburger SV ab 1946/47 am Spielbetrieb in der Stadtliga Hamburg teil und trug zum Gewinn der Britischen Zonenmeisterschaft bei. In der Saison 1947/48 gehörte er nochmals dem HSV an, für den er jedoch in der erstmals ausgetragenen Oberliga Nord, als eine von vier weiteren Oberligen als höchste Spielklasse in Westdeutschland, nicht eingesetzt wurde.
Mit seiner Veränderung ins Rheinland, fand er sportlich Anschluss bei Alemannia Aachen, für die er von 1948 bis 1950 noch insgesamt 34 Punktspiele in der Oberliga West bestritt. Er debütierte am 16. Januar 1949 (14. Spieltag) bei der 1:3-Niederlage im Auswärtsspiel gegen Rot-Weiss Essen; sein einziges Tor erzielte er am 27. November 1949 (13. Spieltag der Folgesaison) beim 2:2 unentschieden im Heimspiel gegen die SpVgg Erkenschwick mit dem Treffer zum 1:0 in der 29. Minute. Seine Spielerkarriere ließ er anschließend beim VfL Grün-Weiß Viersen ausklingen.

## Erfolge
- Gaumeister Nordmark 1937, 1938, 1939
- Meister der Britischen Zone 1947

## Anmerkung und Einzelverweise
1. ↑  auf ochehoppaz.de = 5. April 1917
2. ↑  Hamburger Anzeiger vom 10. April 1940, Seite 7 (rückblickend)
3. ↑  Hamburger Anzeiger vom 3. August 1939, Seite 10
4. ↑  „Sikorski ist wieder zurück, war aber einige Zeit krank, so dass er zur Zeit nicht in der Liga spielt“ (Paul Hauenschild in einem Brief vom 30. Oktober 1947, Kopie im HSV-Archiv)

| Personendaten    | Personendaten                        |
| ---------------- | ------------------------------------ |
| NAME             | Sikorski, Hans-Wilhelm               |
| ALTERNATIVNAMEN  | Sikorski, Willi                      |
| KURZBESCHREIBUNG | deutscher Fußballspieler             |
| GEBURTSDATUM     | 2. September 1913                    |
| STERBEDATUM      | 20. Jahrhundert oder 21. Jahrhundert |